# Tlaloc

Reprezentare a lui Tlaloc

Tlaloc (pronunție în limba nahuatl clasică: [ˈtɬaːlok]) era zeul ploii, fertilității și al apei la azteci. El a fost venerat pe scară largă ca un dăruitor al vieții și susținerii. Cu toate acestea, el a fost, de asemenea, temut pentru capacitatea sa de a trimite grindina, tunetul și fulgerul si pentru a fi stăpânul elementului puternic al apei. Tlaloc este de asemenea, asociat cu peșterile, râurile și cu muntele său sacru. 
Formele lui animaliere includ eroii și creaturile de apă, cum ar fi amfibienii, melcii și, posibil, creaturile marine, în special crustaceele.  Gălbenelele mexicane, tagetes lucida, cunoscute de azteci ca yauhtli, au fost un alt simbol important al zeului și au fost arse ca o tămâie ritualică în ceremoniile religioase native.
Cultul lui Tlaloc este unul dintre cele ma vechi din Mexicul antic. Deși numele „Tlaloc” este aztec, mayașii aveau și ei un zeu al ploii, pe care îl numeau Chac.

## Reprezentări

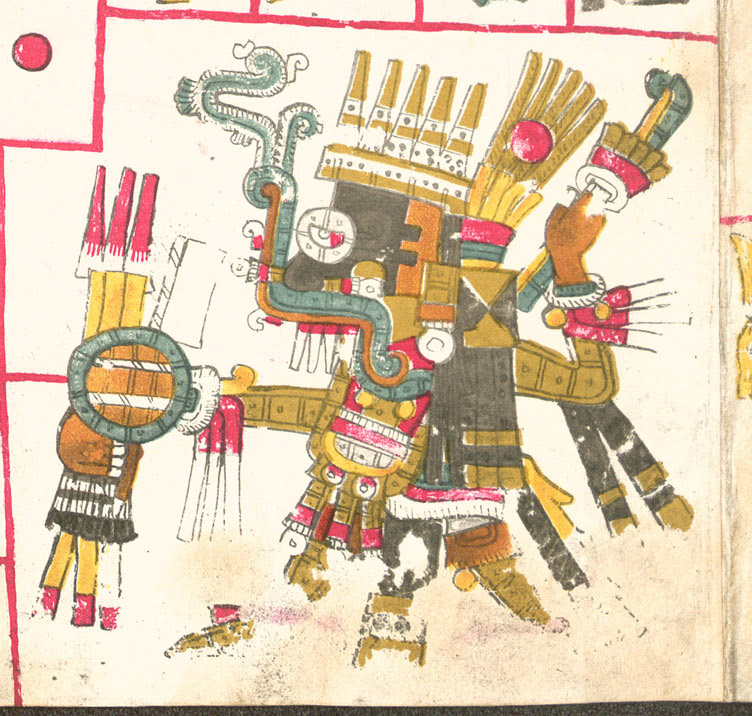
Tlaloc reprezentat în Codexul Borgia

În iconografia aztecă, Tlaloc este adesea reprezentat ca având colții lungi și ochii bulbucații. Se crede că era unul dintre cele mai venerate divinități la Teotihuacan, aici fiind reprezentat ca având caracteristici (inclusiv colți) de jaguar. Această înfățișare diferă față de cea a versiunii mayașe a lui Tlaloc, reprezentarea mayașă nevând vreo legătură cu jaguarii.

## Etimologie
Tláloc, așa cum apare în Codex Ríos de la sfârșitul secolului al XVI-lea.
Tláloc a fost, de asemenea, asociat cu lumea morților și cu pământul. Se crede că numele său derivă din cuvântul nahuatl tlālli „pământ”, iar semnificația sa a fost interpretată ca „cale sub pământ”, „peșteră lungă”, „cel care este făcut din pământ”, precum și „cel care este întruparea pământului”. J. Richard Andrews îl interpretează ca fiind „cel care se află pe pământ”, identificându-l pe Tláloc cu un nor care se odihnește pe vârfurile munților. Alte nume ale lui Tláloc au fost Tlamacazqui („Dătătorul”) și Xoxouhqui („Cel verde”); și (printre nahua contemporani din Veracruz), Chaneco.